# Dračí varianta
Dračí varianta je šachová varianta sicilské obrany. Začíná tahy:
1. e4 c5
2. Jf3 d6
3. d4 cxd4
4. Jxd4 Jf6
5. Jc3 g6

Je považována za jednu z nejkomplikovanějších, nejdynamičtějších, ale taky jednu z nejanalyzovanějších a nejprozkoumanějších variant v šachu. V hlavních variantách (kupříkladu po 6.Se3 Sg7 7.f3 0-0 8. Sc4 Jc6 9.Dd2 Sd7 10. 0-0-0 Vc8 (takzvaný Jugoslávský útok) bílý rošuje na dlouho, zatímco černý udělá krátkou rošádu. Tím vzniknou opačné rošády, což jsou pozice kde strany rošovaly na opačnou stranu, tudíž mohou bez obav napadnout soupeřova krále všemi prostředky (včetně pěšců), bez obavy o oslabení postavení svého krále. Zvítězí rychlejší strana. Již několik desetiletí se neustále spekuluje o nekorektnosti celé varianty, vyvrácena však stále nebyla. Bílý se však nemusí do taktických komplikací pouštět, pokud nechce. Po postavení bělopolného střelce na e2, zajištění centra tahem f4 a krátké rošádě se hra ubírá klidnějšími cestami.